# کریستوف ماریا هربست
کریستوف ماریا هربست (آلمانی: Christoph Maria Herbst؛ زادهٔ ۹ فوریهٔ ۱۹۶۶) هنرپیشه و کمدین اهل آلمان است. وی از سال ۱۹۸۹ میلادی تاکنون مشغول فعالیت بوده‌است.
از فیلم‌ها یا برنامه‌های تلویزیونی که وی در آن نقش داشته‌است می‌توان به ویکی وایکینگ، ببین کی برگشته اشاره کرد.